# Municipio de Royalton (Míchigan)
El municipio de Royalton (en inglés: Royalton Township) es un municipio ubicado en el condado de Berrien en el estado estadounidense de Míchigan. En el año 2010 tenía una población de 4766 habitantes y una densidad poblacional de 99,02 personas por km².

## Geografía
El municipio de Royalton se encuentra ubicado en las coordenadas 42°1′6″N 86°25′42″O / 42.01833, -86.42833. Según la Oficina del Censo de los Estados Unidos, el municipio tiene una superficie total de 48.13 km², de la cual 46.93 km² corresponden a tierra firme y (2.49%) 1.2 km² es agua.

## Demografía
Según el censo de 2010, había 4766 personas residiendo en el municipio de Royalton. La densidad de población era de 99,02 hab./km². De los 4766 habitantes, el municipio de Royalton estaba compuesto por el 90.52% blancos, el 2.75% eran afroamericanos, el 0.44% eran amerindios, el 3.5% eran asiáticos, el 0.06% eran isleños del Pacífico, el 1.17% eran de otras razas y el 1.55% pertenecían a dos o más razas. Del total de la población el 4.18% eran hispanos o latinos de cualquier raza.